# Війвіконна
Ві́йвіконна (ест. Viivikonna küla) — село в Естонії, у міському самоврядуванні Нарва-Йиесуу повіту Іда-Вірумаа.

## Історія
До 21 жовтня 2017 року Війвіконна — найвіддаленіший район міста Кохтла-Ярве. Розташовувався на відстані близько 25 км на північний схід від центру Кохтла-Ярве. Під час реформи 2017 року Уряд Естонії своїм рішенням приєднав до самоврядування Нарва-Йиесуу територію району Війвіконна разом з поселенням Сірґала, що адміністративно входило до складу Війвіконна, утворивши на їх місці два села — Війвіконна та Сірґала.